# Lubuk Tabun
Lubuk Tabun is een bestuurslaag in het regentschap Lahat van de provincie Zuid-Sumatra, Indonesië. Lubuk Tabun telt 644 inwoners (volkstelling 2010).